# کوین هاگن
کوین هاگن (انگلیسی: Kevin Hagen؛ ۳ آوریل ۱۹۲۸ – ۹ ژوئیهٔ ۲۰۰۵) یک هنرپیشه اهل ایالات متحده آمریکا بود. وی بین سال‌های ۱۹۵۹ تا ۲۰۰۴ میلادی فعالیت می‌کرد.

## گزیده فیلمشناسی
از فیلم‌ها یا برنامه‌های تلویزیونی که وی در آن نقش داشته‌است می‌توان به آثار زیر اشاره کرد.
- تسخیرناپذیران (۱۹۵۹) (۱۹۶۱)
- ویرجینیایی (۱۹۶۳)
- چاپارل (مجموعه تلویزیونی) (۱۹۶۷)
- خانه کوچک (۱۹۷۴–۱۹۸۴)
- شکارچی (فیلم ۱۹۸۰) (۱۹۸۰)
- قدرت (فیلم ۱۹۸۶) (۱۹۸۶)
- آمبولانس (فیلم) (۱۹۹۰)